# Ronde van Lombardije 1973
De Ronde van Lombardije 1973 was de 67e editie van deze eendaagse Italiaanse wielerwedstrijd, en werd verreden op zaterdag 13 oktober 1973. Het parcours leidde van Milaan naar Como en ging over een afstand van 266 kilometer. 
De Belg Eddy Merckx kwam als eerste over de streep met een voorsprong van 4 minuten en 15 seconden. Merckx werd echter gediskwalificeerd vanwege een positieve dopingtest. De zege ging naar de Italiaan Felice Gimondi.
De eindzege in de Super Prestige Pernod ging naar de Belg Eddy Merckx.

## Uitslag
| Ronde van Lombardije 1973 |                    |                            |          |
| Plaats                    | Naam               | Ploeg                      | Tijd     |
| Winnaar                   | Felice Gimondi     | Bianchi                    | 7u07'42" |
| 2                         | Roger De Vlaeminck | Brooklyn                   | z.t.     |
| 3                         | Herman Vanspringel | Rokado                     | z.t.     |
| 4                         | Marcello Bergamo   | Filotex                    | z.t.     |
| 5                         | André Dierickx     | Flandria-Shimano-Carpenter | z.t.     |
| 6                         | Miguel María Lasa  | KAS-Kaskol                 | z.t.     |
| 7                         | Régis Ovion        | Peugeot-Michelin-BP        | z.t.     |
| 8                         | Frans Verbeeck     | Watney-Maes                | z.t.     |
| 9                         | Franco Bitossi     | Sammontana                 | z.t.     |
| 10                        | Italo Zilioli      | Dreherforte                | z.t.     |

1905 · 1906 · 1907 · 1908 · 1909 · 1910 · 1911 · 1912 · 1913 · 1914 · 1915 · 1916 · 1917 · 1918 · 1919 · 1920 · 1921 · 1922 · 1923 · 1924 · 1925 · 1926 · 1927 · 1928 · 1929 · 1930 · 1931 · 1932 · 1933 · 1934 · 1935 · 1936 · 1937 · 1938 · 1939 · 1940 · 1941 · 1942 · 1943 · 1944 · 1945 · 1946 · 1947 · 1948 · 1949 · 1950 · 1951 · 1952 · 1953 · 1954 · 1955 · 1956 · 1957 · 1958 · 1959 · 1960 · 1961 · 1962 · 1963 · 1964 · 1965 · 1966 · 1967 · 1968 · 1969 · 1970 · 1971 · 1972 · 1973 · 1974 · 1975 · 1976 · 1977 · 1978 · 1979 · 1980 · 1981 · 1982 · 1983 · 1984 · 1985 · 1986 · 1987 · 1988 · 1989 · 1990 · 1991 · 1992 · 1993 · 1994 · 1995 · 1996 · 1997 · 1998 · 1999 · 2000 · 2001 · 2002 · 2003 · 2004 · 2005 · 2006 · 2007 · 2008 · 2009 · 2010 · 2011 · 2012 · 2013 · 2014 · 2015 · 2016 · 2017 · 2018 · 2019 · 2020 · 2021 · 2022 · 2023 · 2024 · 2025